# Hammaptera dispansa
Hammaptera dispansa är en fjärilsart som beskrevs av W. Warren 1905. Hammaptera dispansa ingår i släktet Hammaptera och familjen mätare. Inga underarter finns listade i Catalogue of Life.